# Мельников, Дмитрий Фёдорович (директор завода)
Дмитрий Фёдорович Мельников (4 ноября 1930, Черновский, Нижне-Волжский край — 23 марта 1994, Междуреченский район, Кемеровская область) — промышленный деятель, Герой Социалистического Труда.

## Биография
Родился 4 ноября 1930 года на хуторе Черновский (ныне — в Чернышковском районе Волгоградской области). После окончания Астраханского речного училища работал помощником механика Волжского речного пароходства. С 1954 года был заведующим орготделом Балаковского райкома комсомола, с 1955 года — первым секретарём райкома комсомола, с 1961 года — секретарём парткома Балаковского комбината искусственного волокна, с 1968 года — директором завода запчастей и деталей, с 1973 года — председателем Балаковского горисполкома.
В 1976 году Мельников был назначен директором ПО «Химволокно» в Балаково. Под его руководством предприятие освоило производство специальных материалов технологии «стелс», применявшейся для строительства самолётов-невидимок.
Указом Президиума Верховного Совета СССР от 6 января 1986 года Дмитрий Фёдорович Мельников был удостоен звания Героя Социалистического Труда с вручением ордена Ленина и медали «Серп и Молот».
Погиб 23 марта 1994 года в катастрофе самолёта A310 под Междуреченском по пути в служебную командировку в Гонконг. Похоронен на старом кладбище Балаково.
Почётный гражданин Балаково и Балаковского района. Был также награждён орденом Октябрьской Революции и рядом медалей.